# Taganrog
Taganrog (en ruso: Таганрог) es una ciudad del óblast de Rostov, en la Federación de Rusia a las orillas del mar de Azov.

## Historia
Pedro I de Rusia fundó la fortaleza y la ciudad del puerto de Taganróg en 1698. Su apogeo y desarrollo están íntimamente ligados a la historia del Imperio ruso y su larga lucha para el acceso a los mares meridionales. Aquí se vieron por primera vez los fuegos artificiales en honor a las victorias de la marina rusa, fundada por Pedro I de Rusia. Aquí también nació y pasó su niñez y juventud el dramaturgo y escritor ruso Antón Chéjov.
Fue ocupada por los otomanos en 1712 y se destruyó su fortaleza y puerto. Recuperada por el Imperio ruso en 1769.  El 1 de octubre de 1924, los ókrugs de Taganrog y  de Shajty de la gobernación de Donetsk de la RSS de Ucrania fueron transferidos al krai del Cáucaso Norte de la RSFS de Rusia.

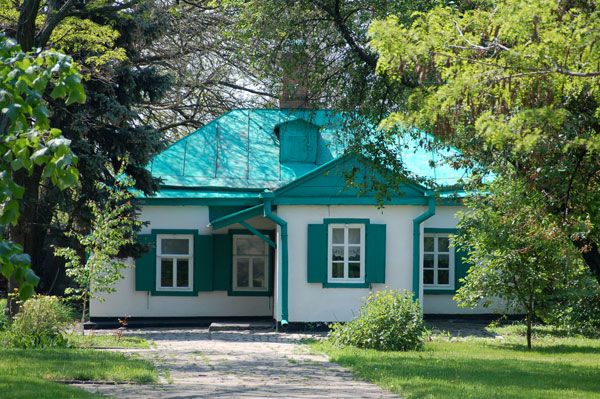
Casa en la que nació Antón Chéjov

Taganrog es un importante centro cultural, industrial y de investigación en Rusia. Posee gran cantidad de centros educativos, como la universidad de ingeniería y la universidad de la radio, así como liceos técnicos y profesionales, y escuelas secundarias. 
Taganrog está situada a orillas del mar, a unos 70 km de Rostov del Don. Gracias a su ubicación disfruta de un clima agradable.
Cuenta con un teatro conmemorativo, la biblioteca de Antón Chéjov y varios museos, como son la casa-museo de Antón Chéjov, el museo literario, el museo de Anatoli Dúrov y el museo del arte. Están relacionados con la ciudad Aleksandr Pushkin, Alejandro I, Piotr Chaikovski, Konstantín Paustovski, Iván Vasilenko, Víctor Bregueda, Néstor Kúkolnik, Achilles Alferaki, Arjip Kuindzhi, etc.

## Clima
| Parámetros climáticos promedio de Taganrog (1991-2020) | Parámetros climáticos promedio de Taganrog (1991-2020) | Parámetros climáticos promedio de Taganrog (1991-2020) | Parámetros climáticos promedio de Taganrog (1991-2020) | Parámetros climáticos promedio de Taganrog (1991-2020) | Parámetros climáticos promedio de Taganrog (1991-2020) | Parámetros climáticos promedio de Taganrog (1991-2020) | Parámetros climáticos promedio de Taganrog (1991-2020) | Parámetros climáticos promedio de Taganrog (1991-2020) | Parámetros climáticos promedio de Taganrog (1991-2020) | Parámetros climáticos promedio de Taganrog (1991-2020) | Parámetros climáticos promedio de Taganrog (1991-2020) | Parámetros climáticos promedio de Taganrog (1991-2020) | Parámetros climáticos promedio de Taganrog (1991-2020) |
| Mes                                                    | Ene.                                                   | Feb.                                                   | Mar.                                                   | Abr.                                                   | May.                                                   | Jun.                                                   | Jul.                                                   | Ago.                                                   | Sep.                                                   | Oct.                                                   | Nov.                                                   | Dic.                                                   | Anual                                                  |
| ------------------------------------------------------ | ------------------------------------------------------ | ------------------------------------------------------ | ------------------------------------------------------ | ------------------------------------------------------ | ------------------------------------------------------ | ------------------------------------------------------ | ------------------------------------------------------ | ------------------------------------------------------ | ------------------------------------------------------ | ------------------------------------------------------ | ------------------------------------------------------ | ------------------------------------------------------ | ------------------------------------------------------ |
| Temp. máx. abs. (°C)                                   | 10.6                                                   | 15.6                                                   | 22.0                                                   | 28.4                                                   | 35.8                                                   | 37.4                                                   | 40.5                                                   | 40.5                                                   | 35.6                                                   | 30.5                                                   | 22.7                                                   | 14.5                                                   | 40.5                                                   |
| Temp. máx. media (°C)                                  | 0.1                                                    | 1.3                                                    | 7.0                                                    | 15.4                                                   | 22.2                                                   | 27.1                                                   | 29.9                                                   | 29.5                                                   | 22.9                                                   | 15.0                                                   | 6.8                                                    | 1.7                                                    | 14.9                                                   |
| Temp. media (°C)                                       | -2.5                                                   | -1.9                                                   | 3.2                                                    | 10.9                                                   | 17.6                                                   | 22.3                                                   | 24.7                                                   | 24.1                                                   | 18.0                                                   | 11.0                                                   | 3.8                                                    | -0.9                                                   | 10.9                                                   |
| Temp. mín. media (°C)                                  | -4.5                                                   | -4.2                                                   | 0.5                                                    | 7.5                                                    | 13.6                                                   | 18.0                                                   | 20.2                                                   | 19.4                                                   | 13.8                                                   | 7.9                                                    | 1.6                                                    | -2.8                                                   | 7.6                                                    |
| Temp. mín. abs. (°C)                                   | -32.0                                                  | -29.5                                                  | -23.7                                                  | -7.0                                                   | -0.9                                                   | 4.6                                                    | 9.6                                                    | 7.3                                                    | -0.2                                                   | -10.3                                                  | -20.9                                                  | -26.1                                                  | -32.0                                                  |
| Precipitación total (mm)                               | 58                                                     | 48                                                     | 45                                                     | 39                                                     | 51                                                     | 59                                                     | 39                                                     | 36                                                     | 49                                                     | 42                                                     | 49                                                     | 56                                                     | 571                                                    |
| Horas de sol                                           | 60                                                     | 80                                                     | 129                                                    | 195                                                    | 271                                                    | 293                                                    | 318                                                    | 305                                                    | 237                                                    | 158                                                    | 70                                                     | 44                                                     | 2160                                                   |
| Fuente: Погода и климат                                |                                                        |                                                        |                                                        |                                                        |                                                        |                                                        |                                                        |                                                        |                                                        |                                                        |                                                        |                                                        |                                                        |

## Ciudades hermanadas
- Badenweiler
- Cherven Bryag
- Famagusta (Ammochostos)
- Flesinga
- Lüdenscheid
- Mariúpol
- Jartsyzsk
- Jining
- Pinsk

## Personajes famosos de Taganrog
- Antón Chéjov (1860-1904) – médico, escritor y dramaturgo ruso.
- Alekséi Gerasimenko (* 1970) – futbolista ruso.
- Iván Golubéts (1916-1942) – marino de la Flota del Mar Negro de la Unión Soviética.
- Andréi Kabánov (* 1971) – deportista ruso.
- Alexandre Koyré (1892-1964) – filósofo e historiador de la ciencia, francés de origen ruso.
- Sofía Parnok (1885-1933) – poetisa y traductora rusa.
- Iván Perestiani (1870-1959) – director, guionista y actor cinematográfico ruso.
- Borís Podolski (1896-1966) – físico destacado que trabajó con Albert Einstein y Nathan Rosen en la concepción de la Paradoja EPR.
- Faína Ranévskaya (1896-1984) – actriz rusa y soviética de teatro y de cine.
- Aleksandr Savin (* 1957) – jugador de voleibol.
- Konstantín Savitski (1844-1905) – pintor realista ruso.
- Gueorgui Sedov (1877-1914) – marino y explorador ruso del Ártico.
- Roma Zver (* 1977) – músico, cantante, escritor y productor ruso.